# Ladislav Németh
Ladislav Németh (* 14. února 1934) byl slovenský a československý politik Komunistické strany Slovenska a poslanec Sněmovny lidu Federálního shromáždění za normalizace.

## Biografie
V letech 1966-1970 se zmiňuje coby účastník zasedání Ústředního výboru Komunistické strany Slovenska. K roku 1971 se profesně uvádí jako strojvedoucí ČSD.
Ve volbách roku 1971 zasedl do Sněmovny lidu (volební obvod č. 199 - Trebišov, Východoslovenský kraj). Ve FS setrval do konce funkčního období, tedy do voleb roku 1976.